# Marilù Mastrogiovanni
Maria Luisa Mastrogiovanni, detta Marilù (Casarano, 31 ottobre 1969), è una giornalista italiana.

## Biografia
Nata a Casarano (Le) il 31 ottobre 1969, si è laureata in Lettere moderne presso l'Università Cattolica del Sacro Cuore di Milano nel 1998 con il massimo dei voti, conseguendo presso la medesima università il Diploma in regia e sceneggiatura cinematografica e televisiva. Nel 2001 ha conseguito il Master in comunicazione culturale e ambientale presso l’Università degli Studi di Lecce. Sposata e madre di due figli, è giornalista pubblicista dal 1999. Giornalista professionista dal 2008, prima freelance ad aver sostenuto l'esame di Stato in Puglia.
Sin dal 2007 è sotto «vigilanza dinamica» da parte delle forze dell'ordine a tutela della sua incolumità. Nel marzo 2019 la prefetta di Lecce ha innalzato le misure di protezione disponendo la scorta in Salento, dove ha vissuto fino a un anno prima, quando le intimidazioni si sono fatte più pesanti ed è stata costretta al trasferimento nel capoluogo pugliese.

## Carriera
Nel 2003 ha fondato il mensile d’inchiesta Il tacco d’Italia e l'anno dopo l'omonimo quotidiano online che esce ininterrottamente dal 2004 e del quale è tuttora direttrice responsabile. Dal 2007 ha iniziato a subire minacce dalla sacra corona unita e decine di querele temerarie dalle quali è sempre stata assolta. Le minacce si sono protratte per diversi anni, finché Marilù Mastrogiovanni ha deciso di lasciare il Salento e trasferirsi con la famiglia a Bari, dove vive e lavora. Dal 2016 è docente in diversi Master e corsi di alta formazione dell'Università degli Studi di Bari Aldo Moro.
Nel 2019 è stata designata dalla direttrice generale dell’UNESCO Audrey Azoulay nella commissione sulla libertà di stampa e nella giuria del Premio “Guillermo Cano”. Nello stesso anno l'OCSE l'ha inserita nel panel di esperte internazionali del SOFJO (Safety of Female Journalists Online). Ha collaborato con diverse testate nazionali: Il Sole 24 ore (dal 2002 ad oggi), Il Manifesto (dal 2009 ad oggi), Il Fatto quotidiano (dal 2009 al 2015), Radio Radicale (2019), Nuovo Quotidiano di Puglia (dal 2008 al 2012) e poi con Presa diretta (Rai 3), Report (Rai 3), Cose Nostre (Rai 1), Il Caffè (Rai 1), EuroNews International, e le riviste Left e Narcomafie.

### Impegno per il giornalismo
Nel 2016 ha ideato e dirige da quattro edizioni il Forum of Mediterranean Women Journalists, evento internazionale dedicato al lavoro di inchiesta delle giornaliste. Collabora con "Ossigeno per l’informazione”, osservatorio nazionale sui giornalisti minacciati e con "Reporters Without Borders" È nel direttivo nazionale di “Giulia giornaliste”, associazione impegnata nella rimozione di discriminazioni contro le donne. Per Giulia tiene corsi contro gli stereotipi di genere.
Dal 2021 è stata designata, con incarico triennale, presidente della giuria del premio internazionale di UNESCO sulla libertà di stampa "Guillermo Cano World Press Freedom Prize di Unesco".

## Opere

### Libri
- Marilù Mastrogiovanni, Il Sistema. L'intreccio di interessi economico-politici all'ombra dell'omicidio di Peppino Basile, Lecce, il Tacco d'Italia, 2009, ISBN 978-88-96286-05-0.
- Marilù Mastrogiovanni, Xylella Report. Attacco agli ulivi secolari del Salento, Lecce, il Tacco d'Italia, 2015, ISBN 978-88-96286-13-5.
- AA.VV., Io non taccio. L’Italia dell’informazione che dà fastidio, Napoli, CentoAutori, 2015, ISBN 978-88-6872-034-6.
- AA.VV., Donne grammatica e media. Suggerimenti per l’uso dell’italiano, Roma, Giulia Giornaliste, 2014, ISBN 978-88-909887-0-7.
- AA.VV., Stop violenza: le parole per dirlo, Roma, Giulia Giornaliste, 2017, ISBN 979-12-200247-6-1.
- AA.VV., Passaggio di testimone. 11 giornalisti uccisi dalla mafia e dal terrorismo, Roma, Navarra Editore, 2012, ISBN 978-88-95756-77-6.
- Marilù Mastrogiovanni, Sangue di quella terra. Storia d’eroi d’Arneo, Lecce, Lupo Editore, 2007, ISBN 978-88-87557-91-6.
- Marilù Mastrogiovanni, Paradossi, Lecce, Capone Editore, 1991.

### Documentari
- “Xylella Report – Uccidete quella foresta” (IdeaDinamica, 2015)
- “Fortress Europe – voglia di muro” (Rai News 24, 2011)
- “Human Goods. Welcome to Europe” (rete Flair-Libera, 2011)

## Riconoscimenti
- Nel 2018 ha vinto il premio internazionale "Joe Petrosino", assegnato a persone meritevoli per il loro contributo alla lotta alla mafia e alla criminalità organizzata[16]
- Nel 2018 ha vinto il premio "Ambiente e Legalità" di Legambiente[17]
- Nel 2017 ha vinto il premio Franco Giustolisi "Giustizia e Verità" per un’inchiesta sulla sacra corona unita[18]
- Nel 2016 ha vinto il premio Piersanti Mattarella per il libro “Io non taccio”[19]
- Nel 2015 ha vinto il premio “Renata Fonte” per la legalità e la non-violenza, per l’impegno di giornalista per le donne[20]
- Nel 2015 ha vinto il premio nazionale Paolo Borsellino per il libro “Io non taccio”[21]
- Nel 2015 ha vinto il premio “Articolo 21” della Federazione nazionale della stampa italiana, per la pluriennale attività d’inchiesta sulle mafie[22]
- Nel 2011 ha vinto il premio Ilaria Alpi - Biocr (Best International Organized Crime Report Award) per il documentario “Fortress Europe, voglia di muro” sul traffico di migranti tra Turchia e Grecia[23]
- Nel 2010 e 2012 ha vinto il premio Michele Campione "giornalista di Puglia”, la prima volta per un’inchiesta sui beni confiscati alla mafia, la seconda per un reportage dai campi profughi[24]
- Nel 2009 ha vinto il premio “Talento donna” per il libro “Il Sistema”[25]